# 張國樑 (清朝)
張國樑（？—1860年），初名嘉祥，江湖外號「大頭羊」，字殿臣，广东高要人（清朝官方的說法是廣東梅州客家人），清朝军事将领，清軍兩次圍困太平天國天京之江南大營統帥名將。年輕時為逃犯，逃據山泽为水賊（同夥頭目據說是羅大綱），不妄杀。曾至越南，后归镇南关。按察使劳崇光闻其名招降之，以助剿匪。太平天國起，曾隨向荣援救湖南，迭破太平軍於醴陵、益阳、湘阴、武昌皆靠他收復。张国樑本人“极俱跋扈，沿途肆扰，抢夺财物，褫人衣履，淫妇女，强占村舍，濒行则焚毁”。1860年戰死。

## 生平

### 第一次江南大營
咸丰元年（1851年），破剧贼，积功擢守备，继隶向荣军。
咸豐三年（1853年），國樑至天京城外建军營。国樑屯七桥甕，攻锺山太平軍垒，先登受伤，咸豐温旨垂问，國樑更感激，自此於戰場遇艰险，一往直前。雨花台为近城要地，屡力攻，几克之，赐号霍罗琦巴图鲁（巴图鲁為滿語，意為勇士）。
咸丰四年夏，复太平。太平在天京上游，太平軍踞之以通粮运，聚千艘结四垒，设防甚密。国樑自率精锐四百人突克。擢广西三江协副将。又攻雨花台，平太平軍垒，毁砲台。剿南路窜太平軍，追入秣陵关，歼戮殆尽。
咸丰五年，升擢福建漳州镇总兵，原被令领兵来台镇械斗，却突然改派至南京守太平军。大军急攻镇江、瓜洲，天京太平軍时出窥伺，江北太平軍亦乘隙进图牵制。国樑随方截击，疲於奔命。
咸丰六年，清軍聚仓头、炭渚、下蜀街，以断镇江、天京之太平軍聯絡。国樑总统诸军合击，十日內，杀太平軍万馀，太平軍改渡江北犯瓜洲，清江北大營皆溃敗，太平軍又陷江浦、浦口，国樑驰援，连破太平軍於毛许墩、葛塘，复江浦、浦口。特诏嘉奖，加提督衔。不久，巡抚吉尔杭阿战死，镇江告急，溧水被陷，国樑回军克之，而太平軍数路趋江宁，夹攻江南大营。向荣無能抵抗，急调国樑回援，血战一天，左足被枪伤，偕向荣共退保丹阳。时大江南北诸军，太平軍所特別畏懼者，惟国樑一人。太平軍势忽南忽北，多方肄我，皆牵制国樑之计，清軍因此所败。
向荣生病后，军事一倚之。国樑帮办江南军务。贼屡至，皆挫之。荣卒於军，命和春代将，未至，国樑激励将士，解金坛围，复东坝、高淳，进攻句容。
七年，擢湖南提督。克句容，赐黄马褂。

### 克復高资、龍潭、镇江
督诸军规复镇江。高资为镇江、江宁要冲，连营二十馀里，国樑大破之，斩伪安王洪仁等，又连破之於龙潭。再收復陷太平軍已历五年镇江城。

### 第二次江南大營
咸豐帝大悦，诏嘉国樑予骑都尉世职。此起與和春包圍天京。    
咸丰八年，克秣陵关，赐双眼花翎。再次圍困江宁城下，自春天起建筑长围，至秋天建成。安徽太平軍大举来攻，江浦、浦口、仪徵、扬州、六合先后陷。
国樑渡江援剿，复扬州、仪徵。升调江南提督，晋三等轻车都尉。然太平軍依舊國樑兵至则走，去则复来。九年，提督周天培在江浦战死，褫奪国樑世职。
咸丰十年，合水陆诸军收復九洑洲，沿江太平軍降兵五千馀人争投降，並約國樑攻上、下两关。军中才說坚城旦可下，而李秀成率軍突襲浙江杭州城，以「圍魏救趙」之計紓解清軍江南大營圍攻天京的壓力，張國樑兵分救浙江兵力益少单，馈运補給跟不上。和春聽翼长王浚策，兵饷三分留一，约待克城后补给，士卒皆怨，国樑力谏不听。
闰三月，大股太平軍突然出現，四路受敌，江南大营不守，偕和春退丹阳。国樑以冯子材在镇江未败，即刻率兵出城找馮部援丹阳，城外遇太平軍，清兵溃敗，国樑策马渡河，淹没溺斃（野史說：國樑馬陷泥沼，被太平軍猛將童容海追上，斬首）。
咸豐帝听闻张國樑死讯，震悼，不相信國樑已死，令军搜救不得。過数月後才下诏优恤，追赠太子太保，祀昭忠祠，谥忠武，予骑都尉兼一云骑尉世职。

## 评价
- 張国樑骁勇无敌，江南倚靠为长城。其殁也，数郡遂沦陷。士民哀思，各地私立庙祀懷念他護民偉業。传述战绩，与古名将同称，更见他威烈形象深入民心。同治三年（1864年），清軍克复南京，忠王李秀成就擒，言太平軍特別敬重国樑，礼葬於丹阳尹公桥塔下，因此找到他遗骸。诏加给三等轻车都尉，合前世职并为一等男爵。祀江宁忠义祠，复与向荣合建专祠供人膜拜。子張廕清，袭男爵。
- 《清史稿》評论：远未清长江上游，无以制贼死命，数年支拄，暂保吴疆，犯了輕視西邊太平軍敵援救天京，亦限清兵兵力不足（清軍多調往華北沿海，力抗英軍法軍侵略）。和春继克镇江，又以援浙分兵，垂成之败，祸更烈焉。